# ارزش آموزش مقدماتی اسپرانتو

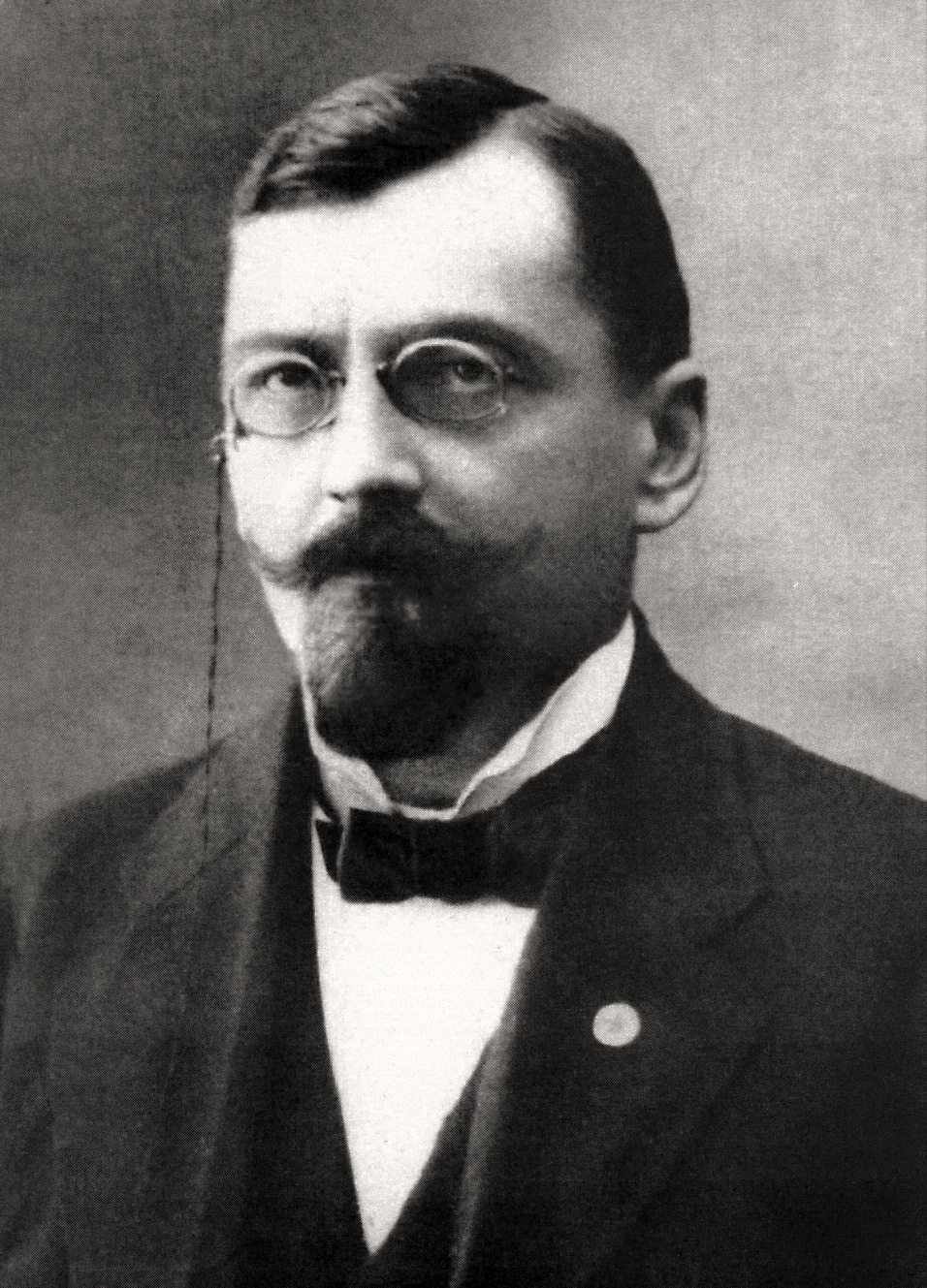
آنتوان گرابوفسکی

ارزش آموزش مقدمانی اسپرانتو یا نقش کمک‌آموزشی اسپرانتو (به اسپرانتو: Propedeŭtika valoro de Esperanto) (به انگلیسی: Propaedeutic value of Esperanto)، منفعت زبان‌شناختی است که از آموزش اولیهٔ زبان فراساختهٔ اسپرانتو در جهت تسهیل و تسریع یادگیری زبان‌های دیگر حاصل می‌آید. این فرضیه که اولین بار توسط آنتوان گرابوفسکی (از پیشگامان برجستهٔ توسعه و تکامل اسپرانتو) در سال ۱۹۰۸ میلادی مطرح گردید، تاکنون توسط مطالعات و آزمایش‌های متعدد به اثبات رسیده است؛ به عنوان مثال در آزمایشی چهارساله نشان داده شده است که شاگرادانی که تحت آموزش یکسالهٔ اسپرانتو (که با توجه به قاعده‌مند بودن و سادگی آن، شاگردان را به سطح مطلوبی از تسلط بر زبان می‌رساند) به‌علاوهٔ سه سال آموزش زبان فرانسوی قرار گرفته‌اند، از همتایان خود که چهارسال یکپارچه تنها تحت آموزش فرانسوی بوده‌اند، به سطح بالاتری از تسلط در زبان فرانسوی دست یافته‌اند - علاوه بر آن‌که زبان بین‌المللی اسپرانتو را نیز فراگرفته‌اند.
در چند آزمایش دیگر، نقش کمک‌آموزشی اسپرانتو در زمینه‌هایی غیر از آموزش زبان بیگانه، به اثبات رسیده است. برای مثال، طبق نتایج آزمایش‌هایی که در ایتالیا انجام شد، دخترانی که در مدرسه زبان اسپرانتو را آموختند، نسبت به همتایان دیگر خود که این زبان فراساخته را فرانگرفته بودند، نمرات بهتری در امتحانات مربوط به زبان ایتالیائی خود کسب کردند. این امر نشان‌دهندهٔ این واقعیت است که آموزش زبان اسپرانتو شناخت فرد را حتی از زبان مادری‌اش نیز عمیق‌تر می‌سازد.
آزمایش‌هایی با نتایج مشابهی نیز در زمینه‌های دیگری مانند ریاضیات و شطرنج در کشورهای گوناگون جهان انجام شده است. برای نمونه، لاشلو پولگار، پدر سوزان پولگار و جودیت پولگار، قهرمانان جهانی شطرنج، که کل خانواده‌اش (شامل همسر و دختری دیگر)، اسپرانتیست هستند، برای اثبات نظر خود در مورد این‌که نبوغ مادرزادی نیست، بلکه آموختنی است، هیچ‌یک از سه دخترش را به مدرسه نفرستاد و خودش معلم آنها بود و آموزش شطرنج را به این خاطر انتخاب کرد که نتایج کار را می‌شد توسط مسابقات بین‌المللی اندازه‌گیری کرد. نقش کمک‌آموزشی اسپرانتو در تعلیم و تربیت موفقیت‌آمیز او - به‌خاطر ساختار بسیار منطقی زبان اسپرانتو - انکارناپذیر است.
احمد کسروی - تاریخ‌نگار، زبان‌شناس، پژوهش‌گر، حقوق‌دان و اندیشمند ایرانی، در کتاب زبان پاک خود چنین نگاشته است که ایدهٔ بهره‌گیری بیشتر و به‌سامان‌تر از آوندها (شامل پیشوندها و پسوندها) در زبان فارسی را با الهام از ساختار منطقی و پیوندی زبان اسپرانتو به‌دست آورده است.